# Eurytemora affinis
Eurytemora affinis is een eenoogkreeftjessoort uit de familie van de Temoridae. De wetenschappelijke naam van de soort is voor het eerst geldig gepubliceerd in 1880 door Poppe.